# Dean Leacock
Dean Leacock (Thornton Heath, Surrey, 1984. június 10. –) barbadosi származású angol labdarúgó, aki jelenleg a Derby County csapatában játszik. Eredetileg hátvéd, de gyakran játszik védekező középpályásként is.

## Pályafutása

### Fulham
Leacock 18 évesen mutatkozott be a Fulham felnőttcsapatában egy Wigan Athletic elleni Ligakupa meccsen. 2004-ben és 2005-ben is kölcsönvette őt a Coventry City. 2006 júliusában úgy tűnt, hogy a Swansea City-hez igazol, de nem felelt meg az orvosi vizsgálaton. Egy hónappal később megvette őt a Derby County.

### Derby County
A Pride Parkban hamar közönségkedvenccé vált, amiért nagyon higgadtan képes védekezni nagy nyomás alatt is. A szurkolók gyakran kórusban kiabálják, hogy "Deano", ha nála van a labda. Korábban olyan játékosokat jutalmaztak ezzel, mint Dean Sturridge vagy Dean Saunders. A Kosokkal sikerült feljutnia a Premier League-be, ahol egyszer csapatkapitány is volt a Liverpool ellen. Egy Fulham elleni meccsen öngólt szerzett.